# Монморанси, Жозеф де
Жозеф де Монморанси (фр. Joseph de Montmorency; после 1496 — 1530, Болонья) — сеньор де Нивель и Юбермон.
Сын Филиппа I де Монморанси и Марии ван Хорн.
В 1526 наследовал своему отцу.
«Рассудив, что пламя войны, разгоревшейся между королём Франциском I и Карлом V, королём Испании, графом Фландрии, помешает ему мирно наслаждаться землями и сеньориями, которыми он владел во Франции, и которые Франциск определил в дар Анну де Монморанси, маршалу Франции» в декабре 1526, Жозеф 13 октября 1527 продал своему родственнику за 26 870 турских ливров сеньории Сен-Лё-ле-Таверни, Ле-Плесси-Бушар и четвертую часть баронии Монморанси и сеньорий Экуан и Конфлан-Сент-Онорин.
«Каковую продажу Мария де Хорн, его мать, Роберт, Филипп и Маргарита де Монморанси, его братья и сестра, утвердили».
В 1530 году отправился в Болонью для участия в коронации Карла V, но умер за несколько дней до церемонии от болезни «во цвете своих лет». Тело было перевезено в Нидерланды и погребено в Верте в графстве Хорн.

## Семья
Жена (контракт 26.08.1523): Анна ван Эгмонт (ум. 1574), дочь Флориса ван Эгмонта, графа ван Бюрена, и Маргариты ван Берг. Вторым браком вышла за графа Яна II ван Хорна
Дети:
- Филипп II де Монморанси (ок. 1526 — 5.06.1568), граф ван Хорн. Жена (26.11.1546): графиня Анна Вальбурга фон Нойенар[нем.] (1522—1600), дочь графа Вильгельма II фон Нойенара[нем.] и Анны ван Верт
- Флоран де Монморанси (1528—14.10.1570), сеньор де Монтиньи. Жена (1565): Элен де Мелён (ум. 1590), дочь Гуго де Мелёна, принца д'Эпинуа, и Иоланды де Вершен, дамы де Рубе
- Мария де Монморанси (ум. 5.02.1570), дама де Конде. Муж 1) (ок. 1550): граф Шарль II де Лален (ум. 1558); 2) (22.02.1562): граф Петер Эрнст I фон Мансфельд (1517—1604)
- Элеонора де Монморанси (ум. после 1585). Муж 1) (ок. 1542): Понтюс де Лален, сеньор де Бюньикур (ок. 1508—1558); 2) (ок. 1560): Антуан II де Лален, граф ван Хогстратен (ум. 1568)